# 1539 w literaturze
Wydarzenia literackie w 1539 roku.

## Nowe książki
- polskie
  - Tobias Patriarcha starego zakonu z łacińskiego języka na polski nowo a pilnie przełożony
  - Walenty Wróbel – Żołtarz Dawida proroka

## Urodzili się
- Inca Garcilaso de la Vega, hiszpański kronikarz